# دون بلاك (لاعب كرة قاعدة)
دون بلاك (بالإنجليزية: Don Black)‏ هو لاعب كرة قاعدة أمريكي، ولد في 20 يوليو 1917 في ساليكس في الولايات المتحدة، وتوفي في 21 أبريل 1959 في كوياهوغا فولز في الولايات المتحدة.

## وصلات خارجية
- دون بلاك على موقعبيزبول رفرنس.كوم (الدوري الرئيسي) (الإنجليزية)
- دون بلاك على موقعبيزبول رفرنس.كوم (الدوري الثانوي) (الإنجليزية)
- دون بلاك على موقع مشجعي الرسوم البيانية (الإنجليزية)